# Ladislavella liogyra
Ladislavella liogyra is een slakkensoort uit de familie van de Lymnaeidae. De wetenschappelijke naam van de soort is voor het eerst geldig gepubliceerd in 1897 door Westerlund.